# او-۱۳۲ (کریگس‌مارینه)
زیردریایی یو-۱۳۲ (۱۹۴۱) (به انگلیسی: German submarine U-132 (1941)) یک زیردریایی بود که طول آن ۶۷٫۱ متر (۲۲۰ فوت ۲ اینچ) بود. این زیردریایی در سال ۱۹۴۱ ساخته شد.